# 러브 레터 (1999년 영화)
《러브 레터》(영어: The Love Letter)는 미국에서 제작된 천커신 감독의 1999년 로맨틱 코미디 영화이다. 케이트 캡쇼가 주연과 제작을 맡았다.

## 출연
- 케이트 캡쇼 - 헬렌 맥파커 역
- 블라이드 대너 - 릴리언 맥파커 역
- 엘런 디제너러스 - 재닛 홀 역
- 줄리앤 니컬슨 - 제니퍼 맥닐리 역
- 톰 에버렛 스콧 - 조니 하월 역
- 톰 셀릭 - 조지 머사이어스 역
- 글로리아 스튜어트 - 엘리너 역
- 제럴딘 매큐언 - 스캐터구즈 양 역
- 잭 블랙 - 어부 역 (크레디트 미기재)

## 우리말 녹음
SBS 성우진 (2004년 9월 3일)
- 강희선 - 헬렌(케이트 캡쇼)
- 양석정 - 조니(톰 에버렛 스콧)
- 신성호 - 조지(톰 셀릭)
- 이선영 - 미스 스캐터구즈(글로리아 스튜어트)
- 안경진 - 재닛(엘런 디제너러스)
- 임은정
- 김관진
- 오인성
- 김민성
- 박선영
- 오주연
- 김지혜